# یله فلوریزونه
یله فلوریزونه (انگلیسی: Jelle Florizoone؛ زادهٔ ۲۲ سپتامبر ۱۹۹۵) بازیگر اهل بلژیک است.
از فیلم‌ها یا برنامه‌های تلویزیونی که وی در آنها نقش داشته‌است می‌توان به مارینا اشاره کرد.